# Micky Flynn's Escapade
Micky Flynn's Escapade è un cortometraggio muto del 1914 diretto da G.W. Melford (George Melford).

## Produzione
Il film fu prodotto dalla Kalem Company.

## Distribuzione
Distribuito dalla General Film Company, il film - un cortometraggio di una bobina - uscì nelle sale cinematografiche statunitensi il 23 ottobre 1914.